# كلية العلوم الصحية بجامعة الملك عبد العزيز
كلية العلوم الصحية بجامعة الملك عبد العزيز، هي إحدى كليات جامعة الملك عبد العزيز في جدة.

## أقسام الكلية

### قسم الصيدلة
يسلك القسم في إعداد الطلاب اتجاهين مهمين في تعليم وتدريب الطلاب، الأول، أن يكون الطالب ملماً بجميع النواحي المتعلقة بالدواء من حيث صرف الدواء وأفضل طرق تخزينه والقدرة على عملية تركيب الأدوية والإلمام بالمصطلحات العلمية المتعلقة بالدواء وينتهج القسم مبدأ التعلم الذاتي بحيث يقوم الطالب باستعمال المراجع ومصادر المعلومات المتعلقة بالدواء، والثاني، تنمية الحس الإداري لدى الطالب وإدراكه للأسس الإدارية المنوطة بتوزيع المسئوليات في مجال العمل والمشاركة في تدريب الطلاب في تخصص الصيدلة وأن يكون ملماً بالطرق المناسبة لاستعمال الموارد لمواجهة المشاكل الصحية.

### قسم العمليات الجراحية
يعتبر خريج قسم العمليات الجراحية عضو بالفريق الجراحي في غرفة العمليات وله مسؤوليات محددة وواجبات معينة عند القيام بالعمليات الجراحية.

### قسم المختبرات الطبية
يتوجب على الطالب أن يكون قادرا على إجراء تحاليل الدم وجميع سوائل الجسم الأخرى والقيام بتحاليل الحمض النووي (حمض نووي ريبوزي منقوص الأكسجين) والإلمام بعلم التحليل الكيميائي والإكلينيكي بشكل عام.

### قسم الخدمات الطبية الطارئة
أنشئ هذا القسم لسد النقص الحاد في هذا التخصص حيث يوجد حاجة كبيرة لمتخصصي الحاللات الطارئة والمسعفين بمستوياتهم المختلفة.

## وصلات خارجية
- موقع كلية العلوم الصحية جامعة الملك عبد العزيز